# 高縄半島
高縄半島（たかなわはんとう）は、四国北西部、愛媛県の中ほどにある半島。西・北は斎灘、来島海峡を挟み東は燧灘に面す。
西部に松山市、北東部に今治市、南東部に西条市等があり、JR予讃線はこの半島をほぼ海岸沿いに走っている。
永い間、海岸線に沿って走る国道196号と半島基部を東西に走る国道11号が主な国道であったが、平成8年度に、半島中央にある「水が峠」にトンネルが通じ国道317号によって、松山市と今治市が直結された。さらに松山自動車道・西瀬戸自動車道（しまなみ海道）が全通し供用され、今治小松自動車道は今治インターチェンジと湯浦インターチェンジの間が建設中である。

## 高縄山地
中央部の山塊に半島の名となった高縄山 (986m) があり山頂に電波塔があり同定しやすいが、最高峰で今治市・西条市・東温市の境界になっている東三方ヶ森（1233m）は付近に同程度の標高の山々がありどれがその山かを判別するのが困難である。半島の大部分は風化花崗岩質であるが、半島の南側には中央構造線が東西に走っており、多くの断層面が認められる。以下に主な山を示す。
- 東三方ヶ森（1232.8m）四国百名山
- 明神ヶ森（1217.0m）四国百名山
- 楢原山（1041m）四国百名山
- 高縄山 (985.9m) 四国百名山
- 福見山（1053m）
- 北三方ヶ森（977.6m）
- 笠松山（357m）
- 淡路ヶ峠（273m）
- 近見山（243.5m）

## 大角鼻
大角鼻（おおすみはな）は、高縄半島の最北端である。高台に展望台と来島海峡潮流信号所があり、海辺にはキャンプ場くじら広場・炊事場・駐車場10台があり、入口には駐車場40台とシャワー室があり全体として大角海浜公園になっている。
- 所在地：愛媛県今治市波方町波方北緯34度08分25秒 東経132度56分28秒

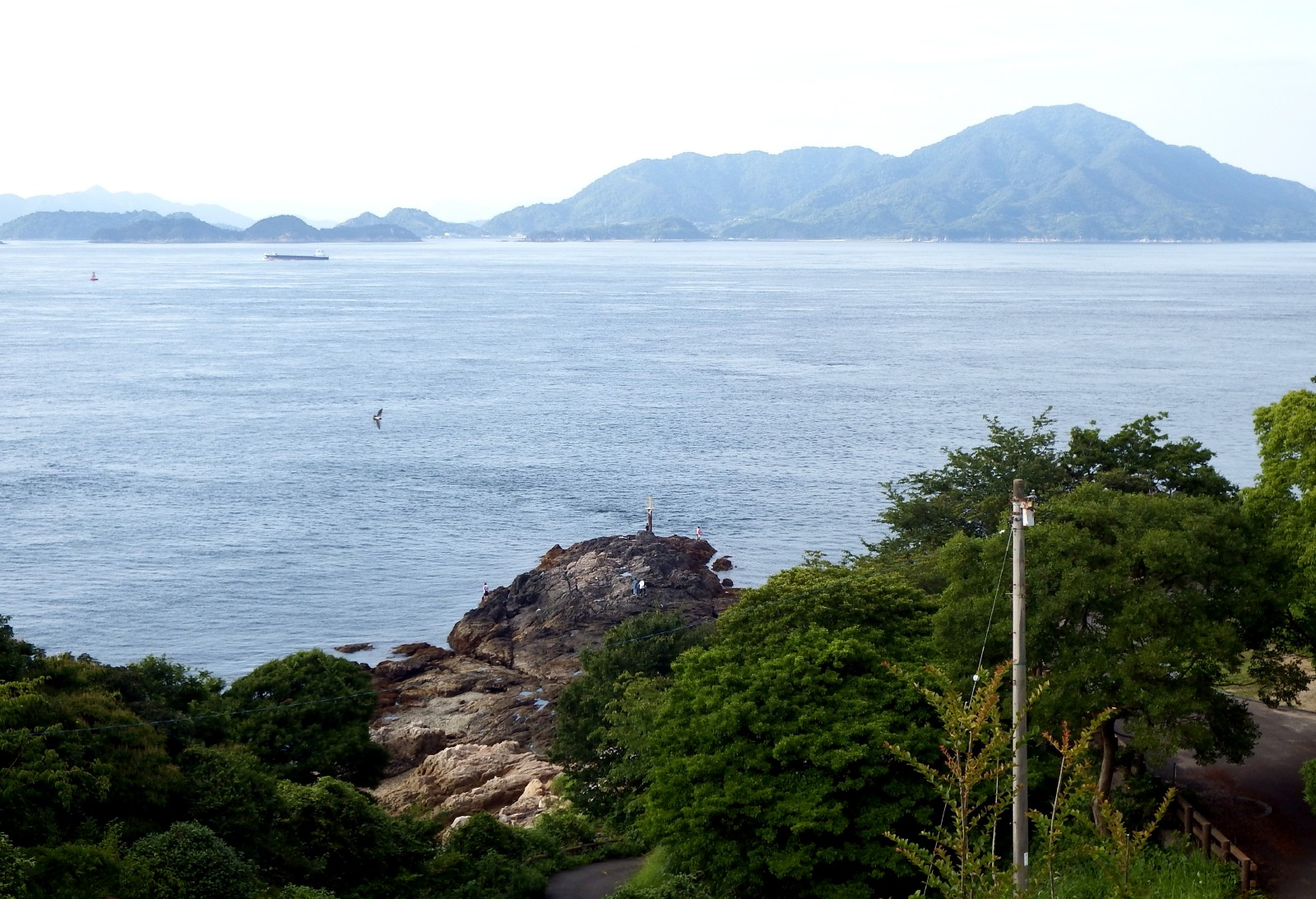
大角鼻の展望台より
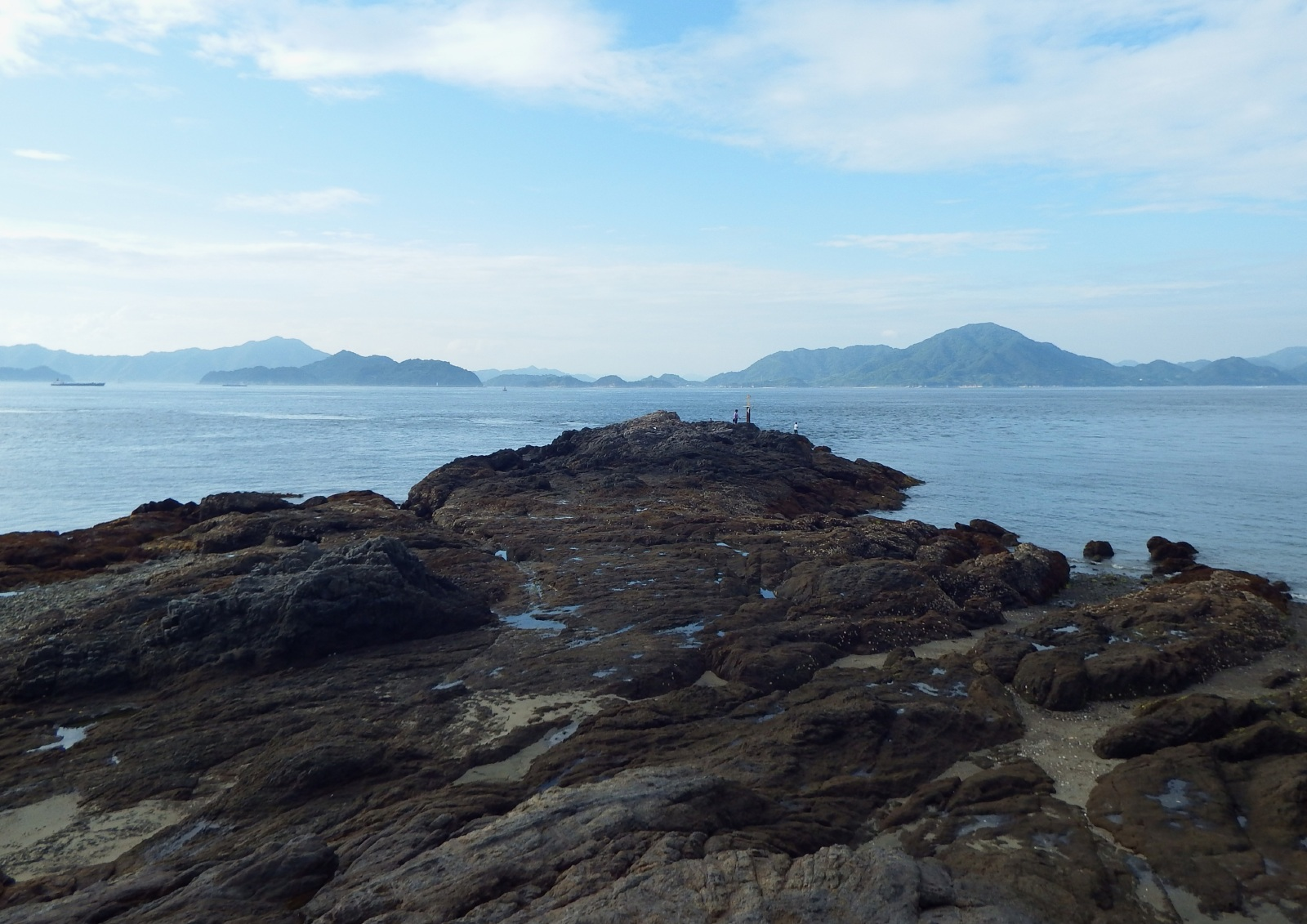
大角鼻の岩礁
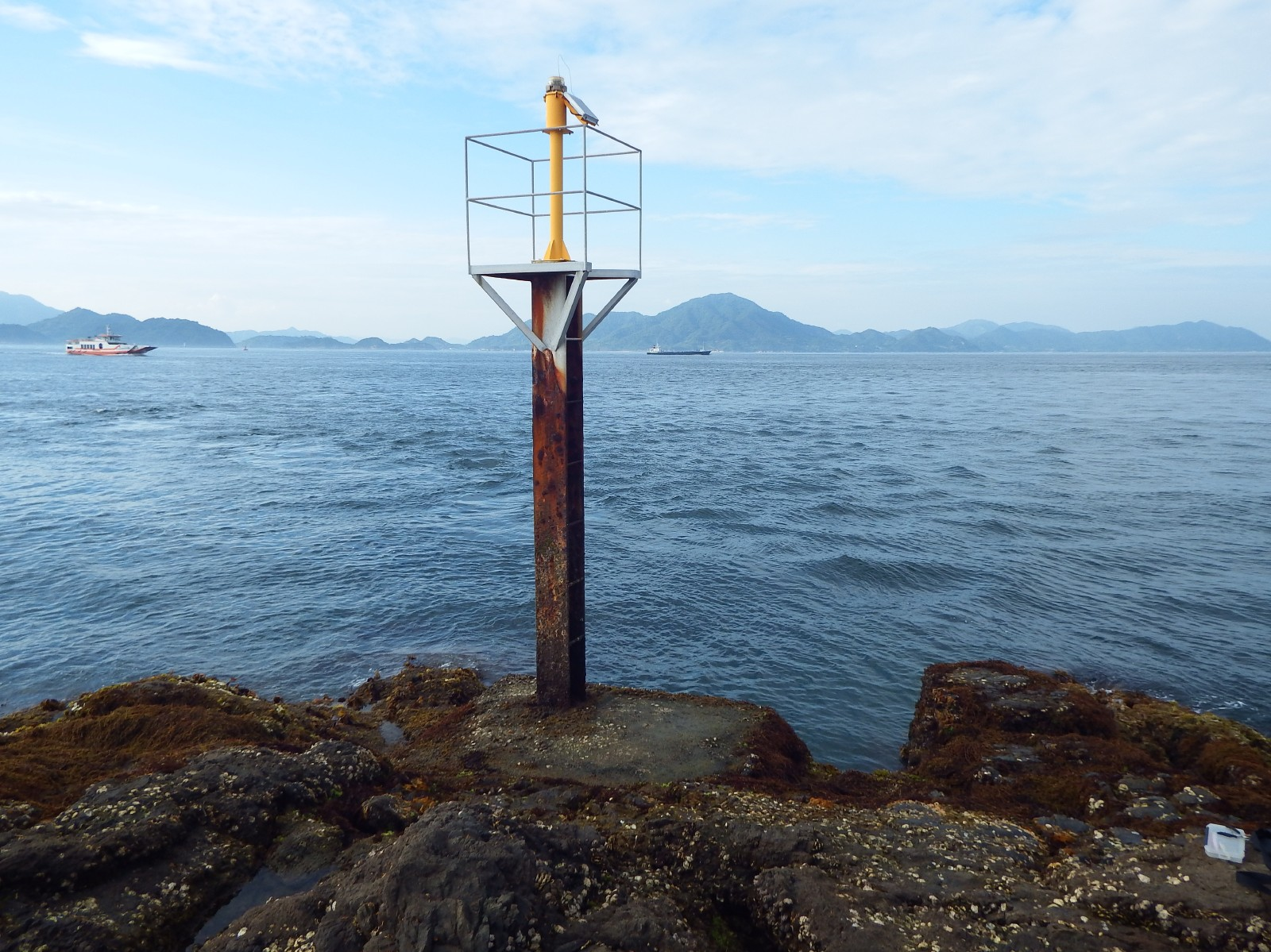
大角鼻の最先端
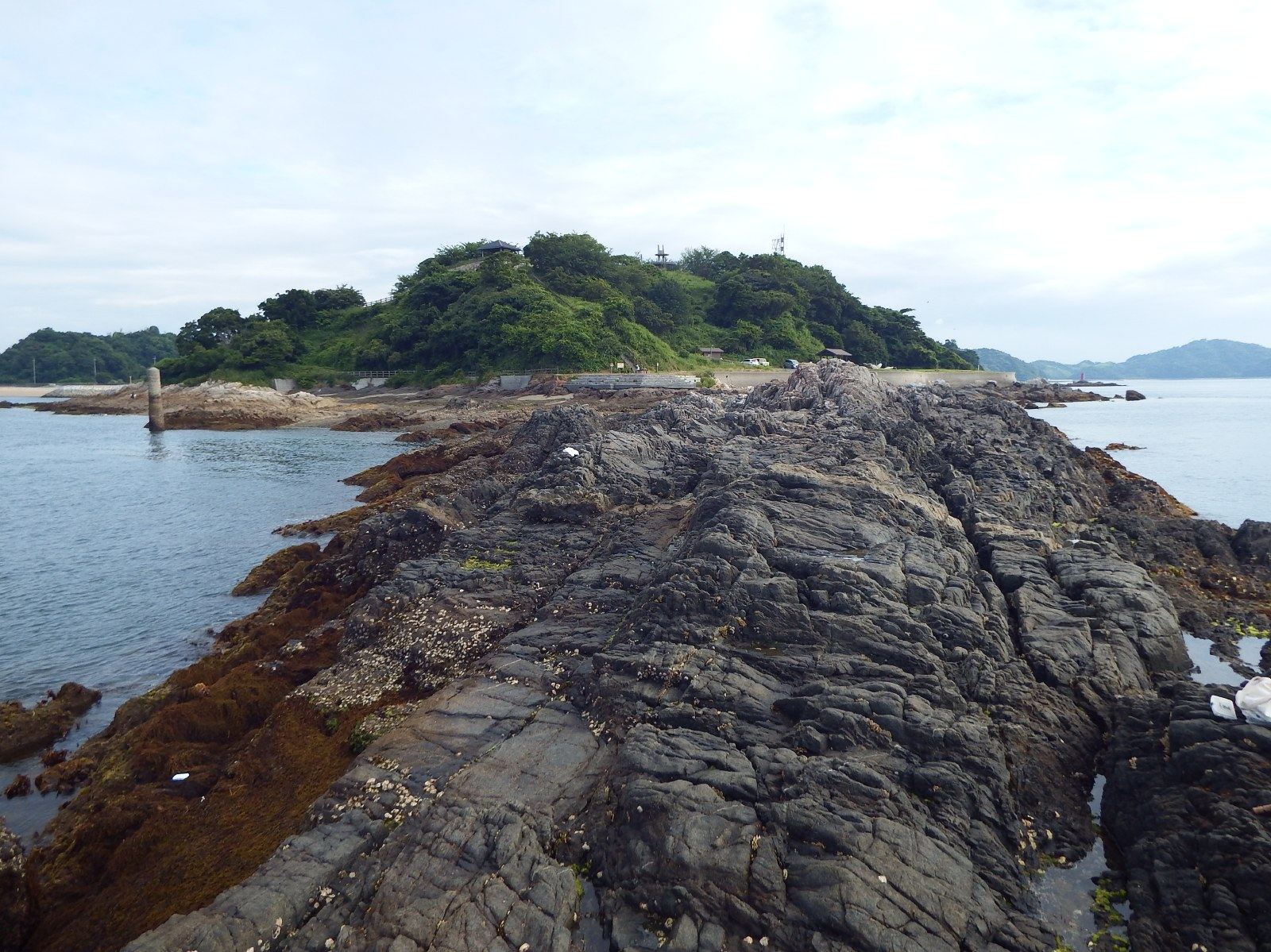
先端より振り返る
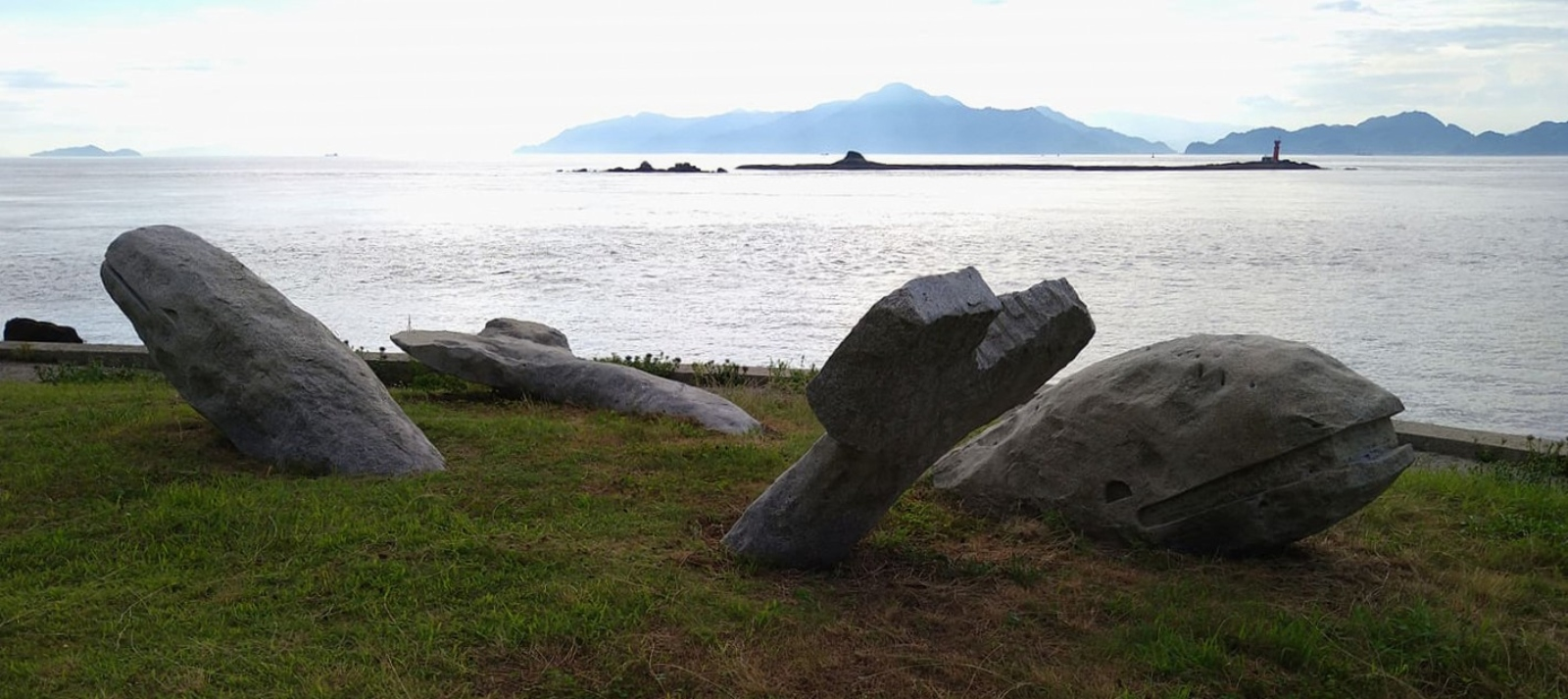
くじら広場